# Université nationale de Tucumán
L'université nationale de Tucumán (en espagnol : Universidad Nacional de Tucumán) est une université publique située à San Miguel de Tucumán dans la province de Tucumán, en Argentine.

## Historique
L'université nationale de Tucumán a été créée le 25 mai 1914.

## Anciens étudiants
- Silvana Tenreyro, économiste.